# 169078 Chuckshaw
169078 Chuckshaw è un asteroide della fascia principale. Scoperto nel 2001, presenta un'orbita caratterizzata da un semiasse maggiore pari a 2,6115458 UA e da un'eccentricità di 0,2004635, inclinata di 14,35680° rispetto all'eclittica.
L'asteroide è dedicato allo statunitense Charles Shaw, detto Chuck, direttore della missione STS-125.